# Не входи
Не входи (англ. The Owners, в прокате США — «Собственники») — триллер 2020 года по мотивам графического романа Германа и Ив Х. Une nuit de pleine lune. Режиссёрский дебют Джулиус Берг (Julius Berg), сценарий Матье Гомпеля и Джулиуса Берга в сотрудничестве с Джеффом Коксом, в главной роли — Мэйси Уильямс, Сильвестр Маккой, Рита Ташингем, Джейк Карран, Ян Кенни и Эндрю Эллис.
Фильм был выпущен в США 4 сентября 2020 года компанией RLJE Films, в России — 27 августа 2020 года.

## Сюжет
Группа друзей (Газ, Натан и Терри) думает, что они нашли легкий заработок: пустой дом в британской сельской местности с сейфом, полным денег. Прежде чем ограбление может начаться, подруга Натана Мэри приезжает с намерением забрать свою машину. Тем не менее, они врываются в дом, когда проживающая там пожилая пара, в лице доктора Ричарда Хаггинса и его жены Эллен, уходят.
Парни находят сейф, но не могут вскрыть его. В конце концов они решают подождать и устроить засаду на владельцев дома по их возвращении. К ним присоединяется Мэри, которая рассказывает Натану о своей беременности.
Вернувшуюся пару загоняют в подвал и связывают, после чего грабители пытаются заставить Ричарда открыть сейф. Несмотря на угрозы, тот отказывается дать им код в свой сейф, но, с детства зная Натана и Терри, пытается их урезонить. Когда Натан отказывается участвовать в ограблении, между ним и Газом происходит драка, в ходе которой он получает ножевое ранение. После того как Газ собирается пытать Эллен, Мэри убивает его кувалдой. Мэри и Терри развязывают пару, когда хозяйка узнает Мэри и, кажется, оказывается ошеломлённой её присутствием.
Ричард предлагает прооперировать Натана, и делает вид, что вызывает скорую. Тем временем Эллен накачивает Терри наркотиками, после чего тот начинает считать Мэри её сестрой-близнецом Джейн, с которой он встречался ранее (Джейн исчезла за несколько месяцев до происходящих событий, и Мэри и её семья придерживаются версии её побега).
Выясняется, что у Эллен деменция.
После окончания операции Мэри интересуется у Ричарда, почему скорая помощь ещё не приехала. Он пытается успокоить её и на глазах Мэри набирает номер ещё раз. Но Мэри замечает сломанную телефонную розетку, а также то, что Натан, похоже, уже мёртв. Ричард предлагает всем сесть и попить чай, который Терри пьёт, а Мэри — нет. В конце концов разговор заходит о безвременной смерти несколько лет назад дочери пары, Кейт, а также о таинственных исчезновениях множества девочек-подростков в этом районе. Мэри бежит в коридор, но доктор хватает её и запирает под лестницей. Эллен настаивает на том, что Мэри «непослушна» и «должна быть наказана», после чего Ричард уступает требованию своей жены.
Терри приходит на помощь Мэри, и они вместе пытаются сбежать. Дом начинает наполняться дымом, в то время как Ричард и Эллен появляются в защитных костюмах и противогазах. Мэри борется с ними, пока Терри не теряет сознание и не попадает в плен к Ричарду, в то время как девушке удается взять в заложники хозяйку дома и неосознанно уколоться её шприцем с наркотиками.
Мэри требует у Ричарда освободить Терри в обмен на Эллен, а также ключи от машины. Тот соглашается, и она спускается к фургону. Мэри открывает дверь гаража и видит там хозяев дома. Когда она готовится переехать их — Терри очнулся и стреляет ей в спину. Мэри истекает кровью из раны в груди и не может двигаться. Ричард садится рядом с ней и объясняет Мэри, что он и его жена изначально рассматривали возможность позволить ей «остаться» с ними, но, в конце концов, решили, что ей лучше умереть. Оставив девушку умирать в машине, Эллен вытаскивает Терри и помещает его в инвалидное кресло, пока Ричард открывает дверь сейфа.
Выясняется, что Терри заключил с Хаггинсами сделку: после смерти Кейт они начали похищать молодых девушек в качестве её замены, в итоге пара остановила свой выбор на Джейн. Именно она и находится в сейфе, одетая как маленькая девочка, где Хаггинсы держали её все это время и называли «Кейт». Перед тем как умереть от потери крови, всё это видит и Мэри. По согласию с Терри, пара отвозит его в хранилище и запирает внутри вместе с Джейн.
Несколько дней спустя мать Терри разговаривает с четой Хаггинс, обеспокоенная поступками сына.

## В ролях
- Мэйси Уильямс — Мэри / Джейн Хаггинс
- Сильвестр Маккой — доктор Хаггинс
- Рита Ташингем — Эллен Хаггинс
- Джейк Карран — Газ
- Ян Кенни — Натан
- Эндрю Эллис — Терри
- Сташа Хикс — Джин

## Производство
В феврале 2019 года было объявлено, что на роль в фильме приглашена Мэйси Уильямс. В мае 2019 года к актёрскому составу присоединились Джейк Карран, Ян Кенни, Эндрю Эллис, Сильвестр Маккой, Рита Ташингем и Сташа Хикс.
Съемки начались в мае 2019 года и проходили в уединенном викторианском особняке в Кенте, недалеко от Лондона.

## Релиз
В апреле 2020 года RLJE Films приобрела права на распространение фильма. Он был выпущен в США 4 сентября 2020 года.

### Прием критиков
Согласно агрегатору рецензий Rotten Tomatoes, фильм имеет рейтинг одобрения 56 % на основе девяти рецензий со средней оценкой 6/10.